# Matej Accetto
Matej Accetto, slovenski pravnik, * 1974
Je profesor prava evropske unije na Pravni fakulteti v Ljubljani, kjer je diplomiral (2000) in doktoriral (2006). Magistriral je na pravni fakulteti Univerze Harvard (LL.M. 2001).
Poučeval je na mednarodni podiplomski pravni šoli Católica Global School of Law (UCP Lizbona) med letoma 2013 in 2016.
Od 27. marca 2017 je sodnik Ustavnega sodišča Republike Slovenije. 8. novembra 2021 je bil na tajnem glasovanju izvoljen za predsednika Ustavnega sodišča RS. Triletni mandat je pričel 15. decembra 2021 in končal 15. decembra 2024.